# Nátrium-szilikát
A nátrium-szilikát (élelmiszer-adalékként E550, köznapi nevén vízüveg, ritkábban folyékony üveg) egy nagyon széles körben használt vegyület, melyet elsősorban cementben, tűzálló anyagok gyártása során, textil- és fafeldolgozás során, valamint élelmiszeripari adalékanyagként alkalmaznak.

## Tulajdonságai
A nátrium-szilikát a nátrium-karbonát és szilícium-dioxid ömlesztéses reakciójában állítható elő.
Vízben oldva lúgos kémhatású oldatot alkot. A többi alkálifémmel és alkáliföldfémmel alkotott szilikáthoz hasonlóan a nátrium-szilikát is sok formában fordul elő, például ortoszilikát (Na4SiO4), metaszilikát (Na2SiO3), poliszilikát ((Na2SiO3)n), valamint piroszilikát (Na6Si2O7) alakban. Ezek mindegyike hasonló megjelenésű, hasonló kémiai tulajdonságú, vízoldékony vegyület. Ha oldatába valamilyen színes fémsót teszünk, akkor színes kristályok képződnek (például vas-szulfát esetén zöld, réz-szulfát esetén kék, kobalt-klorid esetén rózsaszínű kristályok).
A nátrium-szilikát pH-semleges, és lúgos kémhatású oldatokban stabil vegyület. Savas környezetben a hidrogénionokkal reagál, és a kovasav kicsapódik az oldatból.

## Felhasználása
A gépiparban fémek javítására alkalmazható. Bevett gyakorlat, hogy egy belső égésű motor kipufogórendszerében bekövetkezett repedéseket nátrium-szilikáttal, vagy rokon vegyületével, magnézium-szilikáttal javítják, ugyanis vízben oldva könnyen felvihető a sérült részre, majd az erős hő hatására a víz elpárolog belőle, így egy üvegszerű, tartós bevonatot képez a sérült részen. Ugyanezen elv alapján gyakran alkalmazzák igen meleg környezetben lévő fémfelületek javítására is.
Hőálló beton készítésére is alkalmazzák, mert a cementhez adagolva nagy mértékben megnöveli annak hőtűrő képességét. Ezen kívül ragasztóanyagok széles köréhez adagolható, ezáltal a ragasztási felületek jobban ellenállnak a hőnek. Hátránya, hogy néhány év elteltével, kiváltképp a nagy igénybevételnek kitett felületeken összetöredezik, ezáltal a ragasztás elengedhet.
Beton felületek, stukkók, berakások készítésénél nátrium-szilikátot alkalmazva meggátolható a víz beszivárgása. Festékként is felvihető, ekkor vízzáró réteget képez, mert elzárja a felület pórusait. Ezen kívül tűzálló, tűzkésleltető tulajdonságokkal is rendelkezik, mert meleg hatására víz szabadul fel belőle, így hűtve a felületet.
A faiparban a nátrium-szilikátot széles körben alkalmazzák, ugyanis megakadályozza, vagy nagy mértékben késlelteti a fa rothadását, valamint megvédi a különféle rovaroktól, például a szútól.
Víztisztító berendezésekben alkalmazva megköti a nagyobb, vízben lebegő molekulákat.
Az élelmiszeriparban elsősorban csomósodást gátló anyagként, tojás tartósítására, gyümölcsök héjának eltávolítására, valamint különféle aromák hordozóanyagaként alkalmazzák E550 néven (E550i: nátrium-szilikát; E550ii: nátrium-metaszilikát). Érdekessége, hogy a nátrium-szilikáttal tartósított tojások héján lévő pórusokat eltömíti, így a baktériumok nem tudnak bejutni a tojásba, valamint a víz sem tud elpárologni belőle. Az így tartósított tojás akár kilenc hónapig is eltartható. Hátránya, hogy az így kezelt tojás lágytojásként való elkészítés közben felrobbanhat, mert a vízgőz nem tud távozni a tojáshéj pórusain, ezért célszerű a nátrium-szilikáttal tartósított tojásokon a főzés kezdete előtt egy apró lyukat szúrni. A nátrium-szilikát gyümölcskonzervekben, egyes tojások héján és vaníliaaromákban fordulhat elő. Napi maximum beviteli mennyisége nincs meghatározva. Élelmiszerekben alkalmazott mennyiségek esetén nincs ismert mellékhatása.

## A szépirodalomban
Bálint Ágnes a Szeleburdi család című regényében olvasható: „Anyu mérges, mert két jó befőttesüvege tönkrement. A Feri megtöltötte őket vízüveggel, azután rézgálicot szórt bele, hogy kristályok képződjenek. Képződtek is, az egész befőttesüveg tele lett gyönyörű kékeszöld tornyocskákkal-bornyocskákkal, olyan az egész, mint egy miniatűr cseppkőbarlang. Csak hát persze a vízüveg belekeményedett a befőttesüvegekbe.”

## Külső források
- https://web.archive.org/web/20080228225237/http://www.oxy.com/OXYCHEM/Products/silicates/silicates.htm
- http://www.pqcorp.com/productlines/SodiumSilicateHome.asp Archiválva 2008. január 1-i dátummal a Wayback Machine-ben
- http://www.ilo.org/public/english/protection/safework/cis/products/icsc/dtasht/_icsc11/icsc1137.htm
- http://www.motherearthnews.com/Livestock-and-Farming/1977-11-01/Can-You-Really-Store-Fresh-Eggs-a-Year-or-More-Without-Refrigeration.aspx
- https://web.archive.org/web/20120210145543/http://blog.modernmechanix.com/2006/07/21/magic-garden/
- http://www.food-info.net/uk/e/e550.htm
- dr. Erdey-Grúz Tibor: A szilícium és a szilikátok – KFKI.hu